# 존 힝클리 주니어

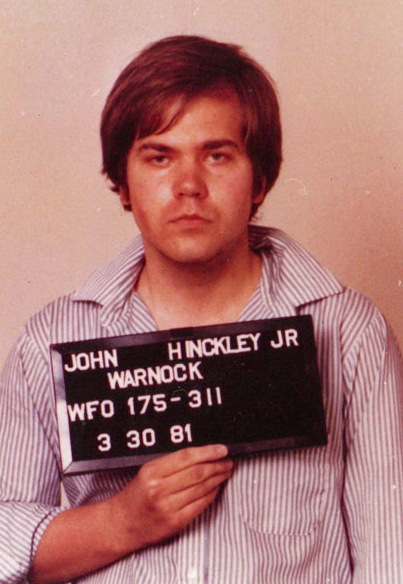
존 힝클리 주니어

존 워녹 힝클리 주니어(영어: John Warnock Hinckley Jr, 1955년 5월 29일-, 오클라호마주 카터군 아드모어)는 미국 제40대 대통령 로널드 레이건을 암살하려다가 실패한 암살미수자이다.